# Japán az 1980. évi téli olimpiai játékokon
Japán az egyesült államokbeli Lake Placidben megrendezett 1980. évi téli olimpiai játékok egyik részt vevő nemzete volt. Az országot az olimpián 10 sportágban 50 sportoló képviselte, akik összesen 1 érmet szereztek.

## Érmesek
| Érem  | Versenyző     | Sportág | Versenyszám        |
| ----- | ------------- | ------- | ------------------ |
| Ezüst | Jagi Hirokazu | Síugrás | Egyéni, normálsánc |

## Alpesisí
Férfi
| Versenyző      | Versenyszám      | 1. futam      | 1. futam      | 2. futam      | 2. futam      | Összesítés | Összesítés |
| Versenyző      | Versenyszám      | Idő           | Hely.         | Idő           | Hely.         | Idő        | Helyezés   |
| -------------- | ---------------- | ------------- | ------------- | ------------- | ------------- | ---------- | ---------- |
| Kaiva Tosihiro | Műlesiklás       | 55,78         | 17.           | nem ért célba | nem ért célba | kiesett    | kiesett    |
| Kaiva Tosihiro | Óriás-műlesiklás | 1:24,29       | 35.           | 1:24,49       | 28.           | 2:48,78    | 29.        |
| Katagiri Mikio | Lesiklás         |               |               |               |               | 1:49,77    | 21.        |
| Kodama Oszamu  | Műlesiklás       | nem ért célba | nem ért célba | kiesett       | kiesett       | kiesett    | kiesett    |
| Kodama Oszamu  | Óriás-műlesiklás | nem ért célba | nem ért célba | kiesett       | kiesett       | kiesett    | kiesett    |
| Szavada Acusi  | Műlesiklás       | 56,80         | 21.           | 53,14         | 14.           | 1:49,94    | 15.        |
| Szavada Acusi  | Óriás-műlesiklás | 1:25,23       | 36.           | 1:28,82       | 37.           | 2:54,05    | 36.        |

## Biatlon
| Versenyző                                                            | Versenyszám      | Lövőhiba | Időeredmény | Helyezés |
| -------------------------------------------------------------------- | ---------------- | -------- | ----------- | -------- |
| Degucsi Hirojuki                                                     | 10 km sprint     | 2        | 36:14,61    | 26.      |
| Degucsi Hirojuki                                                     | 20 km egyéni     | 7        | 1:21:53,16  | 39.      |
| Kikucsi Cuszumisza                                                   | 20 km egyéni     | 11       | 1:24:44,30  | 41.      |
| Kinosita Maszaicsi                                                   | 10 km sprint     | 4        | 38:50,19    | 43.      |
| Kinosita Maszaicsi                                                   | 20 km egyéni     | 2        | 1:16:21,46  | 28.      |
| Sibata Takasi                                                        | 10 km sprint     | 6        | 37:26,91    | 37.      |
| Degucsi Hirojuki Kinosita Maszaicsi Sibata Takasi Kinosita Maszaicsi | 4 × 7,5 km váltó | 7        | 1:45:53,98  | 13.      |

## Bob
| Versenyző                         | Versenyszám | 1. futam | 1. futam | 2. futam | 2. futam | 3. futam | 3. futam | 4. futam | 4. futam | Összesítés | Összesítés |
| Versenyző                         | Versenyszám | Idő      | Hely.    | Idő      | Hely.    | Idő      | Hely.    | Idő      | Hely.    | Idő        | Helyezés   |
| --------------------------------- | ----------- | -------- | -------- | -------- | -------- | -------- | -------- | -------- | -------- | ---------- | ---------- |
| Kadovaki Josimicu Funajama Júdzsi | Kettes      | 1:04,62  | 17.      | 1:04,92  | 19.      | 1:04,82  | 20.      | 1:04,30  | 14.      | 4:18,66    | 19.        |

## Északi összetett
| Versenyző       | Síugrás | Síugrás | Sífutás | Sífutás | Sífutás | Összesítés | Összesítés |
| Versenyző       | Pont    | Hely.   | Idő     | Pont    | Hely.   | Pont       | Helyezés   |
| --------------- | ------- | ------- | ------- | ------- | ------- | ---------- | ---------- |
| Hanada Tosihiro | 192,1   | 15.     | 54:44,2 | 157,045 | 28.     | 349,145    | 27.        |
| Kubota Micsio   | 187,9   | 16.     | 52:34,4 | 176,515 | 26.     | 364,415    | 25.        |

## Gyorskorcsolya
Férfi
| Versenyző          | Versenyszám | Eredmény | Helyezés |
| ------------------ | ----------- | -------- | -------- |
| Fukuda Kaoru       | 500 m       | 39,24    | 14.      |
| Fukuda Kaoru       | 1000 m      | 1:19,66  | 19.      |
| Icsimura Kazuaki   | 500 m       | 39,44    | 20.      |
| Icsimura Kazuaki   | 1000 m      | 1:21,05  | 25.      |
| Kavahara Maszajuki | 1000 m      | 1:20,88  | 23.      |
| Kavahara Maszajuki | 1500 m      | 2:01,28  | 20.      |
| Kavahara Maszajuki | 5000 m      | 7:42,18  | 25.      |
| Simizu Jaszuhiro   | 1500 m      | 2:04,54  | 24.      |
| Simizu Jaszuhiro   | 5000 m      | 7:21,50  | 16.      |
| Simizu Jaszuhiro   | 10 000 m    | 14:57,48 | 9.       |
| Jamamoto Maszahiko | 1500 m      | 2:01,25  | 19.      |
| Jamamoto Maszahiko | 5000 m      | 7:33,02  | 21.      |
| Jamamoto Maszahiko | 10 000 m    | 15:26,92 | 17.      |

Női
| Versenyző        | Versenyszám | Eredmény | Helyezés |
| ---------------- | ----------- | -------- | -------- |
| Kató Mijosi      | 1000 m      | 1:28,97  | 17.      |
| Kató Mijosi      | 1500 m      | 2:19,80  | 24.      |
| Kató Mijosi      | 3000 m      | 4:57,39  | 21.      |
| Nagaja Makiko    | 500 m       | 42,70    | 5.       |
| Nagaja Makiko    | 1000 m      | 1:30,27  | 22.      |
| Jaegasi-Óta Júko | 1000 m      | 1:30,72  | 25.      |
| Jaegasi-Óta Júko | 1500 m      | 2:19,41  | 23.      |
| Jaegasi-Óta Júko | 3000 m      | 5:00,40  | 25.      |

## Jégkorong
| Japán férfi jégkorongcsapat-játékoskeret                                                                       | Japán férfi jégkorongcsapat-játékoskeret                                                                           | Japán férfi jégkorongcsapat-játékoskeret                                                                       |
| --- | --- | --- |
| - Azuma Takesi - Fudzsii Tadamicu - Hanzava Cutomu - Honma Szadaki - Hori Hirosi - Hosino Josio - Hoszoi Mikio | - Itó Norio - Ivamoto Takesi - Kavamura Kacutosi - Kjója Josiaki - Miszava Szatoru - Macuda Mikio - Miszava Minoru | - Nakajama Ivao - Nakamura Hitosi - Szakurai Hideo - Urabe Hideo - Vakabajasi „Harvey” Oszamu - Vakasza Kódzsi |

### Eredmények
Vörös csoport
| Csapat        | M | Gy | D | V | G+ | G– | Gk  | P  |
| ------------- | - | -- | - | - | -- | -- | --- | -- |
| Szovjetunió   | 5 | 5  | 0 | 0 | 51 | 11 | +40 | 10 |
| Finnország    | 5 | 3  | 0 | 2 | 26 | 18 | +8  | 6  |
| Kanada        | 5 | 3  | 0 | 2 | 28 | 12 | +16 | 6  |
| Lengyelország | 5 | 2  | 0 | 3 | 15 | 23 | –8  | 4  |
| Hollandia     | 5 | 1  | 1 | 3 | 16 | 43 | –27 | 3  |
| Japán         | 5 | 0  | 1 | 4 | 7  | 36 | –29 | 1  |

- Finnország és Kanada között az egymás elleni eredmény (4–3) döntött.

| 1980. február 12. | Szovjetunió (URS) | 16 – 0 (8–0, 5–0, 3–0) | Japán | Lake Placid |

|  |  |  |  |  |
|  |  |  |  |  |
|  |  |  |  |  |
|  |  |  |  |  |

| 1980. február 14. | Finnország (FIN) | 6 – 3 (2–0, 2–2, 2–1) | Japán | Lake Placid |

|  |  |  |  |  |
|  |  |  |  |  |
|  |  |  |  |  |
|  |  |  |  |  |

| 1980. február 16. | Hollandia (NED) | 3 – 3 (1–3, 1–0, 1–0) | Japán | Lake Placid |

|  |  |  |  |  |
|  |  |  |  |  |
|  |  |  |  |  |
|  |  |  |  |  |

| 1980. február 18. | Kanada (CAN) | 6 – 0 (2–0, 2–0, 2–0) | Japán | Lake Placid |

|  |  |  |  |  |
|  |  |  |  |  |
|  |  |  |  |  |
|  |  |  |  |  |

| 1980. február 20. | Lengyelország (POL) | 5 – 1 (3–0, 1–0, 1–1) | Japán | Lake Placid |

|  |  |  |  |  |
|  |  |  |  |  |
|  |  |  |  |  |
|  |  |  |  |  |

| Csapat | Helyezés |
| ------ | -------- |
| Japán  | 12.      |

## Műkorcsolya
| Versenyző       | Versenyszám  | Kötelező elemek   | Kötelező elemek | Rövid program     | Rövid program | Kűr               | Kűr   | Összesítés                     | Összesítés                     | Összesítés                     | Összesítés                     | Összesítés                     | Összesítés                     | Összesítés                     | Összesítés                     | Összesítés                     | Összesítés        | Összesítés        | Összesítés  | Összesítés | Összesítés |
| Versenyző       | Versenyszám  | Kötelező elemek   | Kötelező elemek | Rövid program     | Rövid program | Kűr               | Kűr   | Helyezési pontszámok bírónként | Helyezési pontszámok bírónként | Helyezési pontszámok bírónként | Helyezési pontszámok bírónként | Helyezési pontszámok bírónként | Helyezési pontszámok bírónként | Helyezési pontszámok bírónként | Helyezési pontszámok bírónként | Helyezési pontszámok bírónként | Több. hely. száma | Több. hely. össz. | Hely. össz. | Pont       | Helyezés   |
| Versenyző       | Versenyszám  | Több. hely. száma | Hely.           | Több. hely. száma | Hely.         | Több. hely. száma | Hely. | 1                              | 2                              | 3                              | 4                              | 5                              | 6                              | 7                              | 8                              | 9                              | Több. hely. száma | Több. hely. össz. | Hely. össz. | Pont       | Helyezés   |
| --------------- | ------------ | ----------------- | --------------- | ----------------- | ------------- | ----------------- | ----- | ------------------------------ | ------------------------------ | ------------------------------ | ------------------------------ | ------------------------------ | ------------------------------ | ------------------------------ | ------------------------------ | ------------------------------ | ----------------- | ----------------- | ----------- | ---------- | ---------- |
| Macumura Micuru | Férfi egyéni | 5×11+             | 11.             | 8×7+              | 7.            | 6×7+              | 7.    | 8,0                            | 7,0                            | 9,0                            | 8,0                            | 9,0                            | 9,0                            | 9,0                            | 8,0                            | 8,0                            | 5×8+              | 39,0              | 75,0        | 172,28     | 8.         |
| Igarasi Fumio   | Férfi egyéni | 7×13+             | 13.             | 5×8+              | 8.            | 6×6+              | 6.    | 9,0                            | 9,0                            | 10,0                           | 7,0                            | 8,0                            | 8,0                            | 8,0                            | 9,0                            | 9,0                            | 8×9+              | 67,0              | 77,0        | 172,04     | 9.         |
| Vatanabe Emi    | Női egyéni   | 6×4+              | 4.              | 5×8+              | 8.            | 5×5+              | 5.    | 6,0                            | 7,0                            | 3,0                            | 5,0                            | 5,0                            | 4,0                            | 6,0                            | 7,0                            | 5,0                            | 5×5+              | 22,0              | 48,0        | 179,04     | 6.         |

## Sífutás
Férfi
| Versenyző  | Versenyszám | Eredmény   | Helyezés |
| ---------- | ----------- | ---------- | -------- |
| Szató Siró | 15 km       | 46:15,29   | 43.      |
| Szató Siró | 30 km       | 1:35:52,77 | 39.      |
| Szató Siró | 50 km       | 2:48:33,02 | 37.      |

## Síugrás
| Versenyző         | Versenyszám | 1. ugrás | 1. ugrás | 2. ugrás | 2. ugrás | Összesítés | Összesítés |
| Versenyző         | Versenyszám | Pont     | Hely.    | Pont     | Hely.    | Pont       | Helyezés   |
| ----------------- | ----------- | -------- | -------- | -------- | -------- | ---------- | ---------- |
| Aizava Hirojaszu  | Normálsánc  | 88,4     | 40.      | 88,5     | 43.      | 176,9      | 42.        |
| Aizava Hirojaszu  | Nagysánc    | 99,2     | 38.      | 96,1     | 35.      | 195,3      | 35.        |
| Akimoto Maszahiro | Normálsánc  | 120,8    | 8.       | 127,7    | 3.       | 248,5      | 4.         |
| Akimoto Maszahiro | Nagysánc    | 113,8    | 18.      | 120,9    | 6.       | 234,7      | 10.        |
| Jagi Hirokazu     | Normálsánc  | 128,9    | 2.       | 120,3    | 11.      | 249,2      | *          |
| Jagi Hirokazu     | Nagysánc    | 103,3    | 30.      | 116,9    | 10.      | 220,2      | 19.        |
| Kavabata Takafumi | Normálsánc  | 111,1    | 23.      | 96,1     | 34.      | 207,2      | 29.        |
| Kavabata Takafumi | Nagysánc    | 111,2    | 20.      | 90,2     | 39.      | 201,4      | 32.        |

* - egy másik versenyzővel azonos eredményt ért el

## Szánkó
| Versenyző                     | Versenyszám | 1. futam | 1. futam | 2. futam | 2. futam | 3. futam | 3. futam | 4. futam | 4. futam | Összesítés | Összesítés |
| Versenyző                     | Versenyszám | Idő      | Hely.    | Idő      | Hely.    | Idő      | Hely.    | Idő      | Hely.    | Idő        | Helyezés   |
| ----------------------------- | ----------- | -------- | -------- | -------- | -------- | -------- | -------- | -------- | -------- | ---------- | ---------- |
| Kurijama Kódzsi               | Férfi egyes | 45,820   | 26.      | 45,872   | 17.      | 45,852   | 18.      | 45,538   | 18.      | 3:03,082   | 19.        |
| Takagi Takasi                 | Férfi egyes | 45,294   | 20.      | 51,003   | 24.      | 45,575   | 17.      | 47,692   | 21.      | 3:09,564   | 23.        |
| Kurijama Kódzsi Takagi Takasi | Kettes      | 41,035   | 17.      | 41,499   | 14.      |          |          |          |          | 1:22,534   | 13.        |